# Castillo de Falkenstein
Castillo de Falkenstein (título original en inglés: Castle Falkenstein) es un juego de rol de temática steampunk. Creado por Mike Pondsmith, fue publicado por primera vez en 1994 en Estados Unidos por la editorial R. Talsorian Games.

## Sistema de juego
El juego se inscribe dentro de la tendencia de los juegos de rol sin dados, como Amber (1991). En vez de dados usa naipes comunes para la resolución de acciones, cada jugador tiene una baraja que se va renovando y las habilidades son descriptivas y no numéricas. En definitiva el sistema de juego logra una simplicidad y elegancia pocas veces vistas que permiten dedicarse completamente a la aventura y a la interpretación de personajes.

## Universo de juego
El particular universo steampunk de Castillo de Falkenstein refleja las características típicas de una tecnología limitada que convive con un romanticismo victoriano, el todo combinado con la mitología europea y el tono de las aventuras de capa y espada.

## Ediciones en castellano
Castillo de Falkenstein fue traducido y publicado por primera vez en lengua española por Ediciones Martínez Roca en octubre de 1995.